# وزارة التعمير والتنمية الريفية (أفغانستان)
أنشئت وزارة التنمية الريفية وإعادة الإعمار بهدف الحد من الفقر ورفع المستوى الاقتصادي والاجتماعي للقرى ودعم المجتمع الريفي والريف في أفغانستان. تم تغيير اسم هذه الوزارة من وزارة التأهيل والتنمية الريفية إلى وزارة التعمير والتنمية الريفية عندما تولى مجيب الرحمن كريمي منصبه. 
تعد الإصلاحات الإدارية الضخمة وإعادة الإعمار والتحديث أحد الإنجازات العظيمة لهذه الوزارة من أجل تلبية الاحتياجات الملحة لسكان الريف الأفغاني .
يعمل موظفو هذه الوزارة في 34 مقاطعة في أفغانستان على تشكيل مديريات إعادة التأهيل والتنمية الريفية مع المؤسسات الشريكة في مختلف المجالات الحيوية. لذلك ، يتم استخدام معظم مساعدات المجتمع الدولي بشكل فعال في قرى أفغانستان من خلال البرامج الوطنية لهذه الوزارة.  حاليًا، يتولى محمد يونس أخوند زاده هذه الوزارة.